# British and Irish Cup 2012-13
La British and Irish Cup 2012-13 fue la cuarta edición del torneo de rugby para equipos de Escocia, Gales, Inglaterra e Irlanda.

## Sistema de disputa
Cada equipo disputó seis partidos frente a sus rivales de grupo, tres en condición de local y tres de visita, posteriormente los ocho equipos ganadores de grupo clasificaron a los cuartos de final.

## Desarrollo
|  | Cuartos de final. |

### Grupo 1
| Pos. | Equipo          | Encuentros | Encuentros | Encuentros | Encuentros | Tantos | Tantos | Tantos | PB | PB | Puntos |
| Pos. | Equipo          | PJ         | PG         | PE         | PP         | F      | C      | Dif    | BO | BD | Puntos |
| ---- | --------------- | ---------- | ---------- | ---------- | ---------- | ------ | ------ | ------ | -- | -- | ------ |
| 1.º  | Bristol Bears   | 6          | 6          | 0          | 0          | 203    | 73     | 130    | 3  | 0  | 27     |
| 2.º  | Ulster Ravens   | 6          | 4          | 0          | 2          | 199    | 100    | 99     | 5  | 2  | 23     |
| 3.º  | Bridgend Ravens | 6          | 2          | 0          | 4          | 93     | 183    | –90    | 0  | 0  | 8      |
| 4.º  | Cardiff RFC     | 6          | 0          | 0          | 6          | 68     | 207    | –139   | 0  | 0  | 0      |

### Grupo 2
| Pos. | Equipo              | Encuentros | Encuentros | Encuentros | Encuentros | Tantos | Tantos | Tantos | PB | PB | Puntos |
| Pos. | Equipo              | PJ         | PG         | PE         | PP         | F      | C      | Dif    | BO | BD | Puntos |
| ---- | ------------------- | ---------- | ---------- | ---------- | ---------- | ------ | ------ | ------ | -- | -- | ------ |
| 1.º  | Bedford Blues       | 6          | 6          | 0          | 0          | 354    | 89     | 265    | 6  | 0  | 30     |
| 2.º  | Stirling County RFC | 6          | 2          | 0          | 4          | 141    | 228    | –87    | 2  | 1  | 11     |
| 3.º  | Neath RFC           | 6          | 3          | 0          | 3          | 137    | 229    | –72    | 2  | 0  | 10     |
| 4.º  | Bedwas RFC          | 6          | 1          | 0          | 5          | 116    | 222    | –106   | 2  | 1  | 7      |

### Grupo 3
| Pos. | Equipo               | Encuentros | Encuentros | Encuentros | Encuentros | Tantos | Tantos | Tantos | PB | PB | Puntos |
| Pos. | Equipo               | PJ         | PG         | PE         | PP         | F      | C      | Dif    | BO | BD | Puntos |
| ---- | -------------------- | ---------- | ---------- | ---------- | ---------- | ------ | ------ | ------ | -- | -- | ------ |
| 1.º  | Cornish Pirates      | 6          | 5          | 0          | 1          | 179    | 88     | 91     | 3  | 1  | 24     |
| 2.º  | Carmarthen Quins RFC | 6          | 4          | 0          | 2          | 150    | 123    | 27     | 2  | 1  | 19     |
| 3.º  | Swansea RFC          | 6          | 2          | 0          | 4          | 98     | 137    | –39    | 1  | 0  | 9      |
| 4.º  | Dundee HSFP          | 6          | 1          | 0          | 5          | 85     | 163    | –79    | 0  | 2  | 6      |

### Grupo 4
| Pos. | Equipo            | Encuentros | Encuentros | Encuentros | Encuentros | Tantos | Tantos | Tantos | PB | PB | Puntos |
| Pos. | Equipo            | PJ         | PG         | PE         | PP         | F      | C      | Dif    | BO | BD | Puntos |
| ---- | ----------------- | ---------- | ---------- | ---------- | ---------- | ------ | ------ | ------ | -- | -- | ------ |
| 1.º  | Newcastle Falcons | 6          | 6          | 0          | 0          | 255    | 27     | 228    | 5  | 0  | 27     |
| 2.º  | Newport RFC       | 6          | 3          | 1          | 2          | 106    | 205    | –99    | 0  | 0  | 14     |
| 3.º  | Cross Keys RFC    | 6          | 1          | 1          | 4          | 88     | 180    | –92    | 1  | 1  | 8      |
| 4.º  | Connacht Eagles   | 6          | 1          | 0          | 5          | 91     | 128    | –37    | 0  | 3  | 7      |

### Grupo 5
| Pos. | Equipo         | Encuentros | Encuentros | Encuentros | Encuentros | Tantos | Tantos | Tantos | PB | PB | Puntos |
| Pos. | Equipo         | PJ         | PG         | PE         | PP         | F      | C      | Dif    | BO | BD | Puntos |
| ---- | -------------- | ---------- | ---------- | ---------- | ---------- | ------ | ------ | ------ | -- | -- | ------ |
| 1.º  | Leinster A     | 6          | 4          | 1          | 1          | 181    | 107    | 74     | 3  | 1  | 22     |
| 2.º  | Pontypridd RFC | 6          | 4          | 1          | 1          | 157    | 113    | 44     | 2  | 0  | 20     |
| 3.º  | Leeds Tykes    | 6          | 1          | 1          | 4          | 134    | 177    | –43    | 2  | 2  | 10     |
| 4.º  | Jersey Reds    | 6          | 1          | 1          | 4          | 107    | 182    | –75    | 0  | 1  | 7      |

### Grupo 6
| Pos. | Equipo          | Encuentros | Encuentros | Encuentros | Encuentros | Tantos | Tantos | Tantos | PB | PB | Puntos |
| Pos. | Equipo          | PJ         | PG         | PE         | PP         | F      | C      | Dif    | BO | BD | Puntos |
| ---- | --------------- | ---------- | ---------- | ---------- | ---------- | ------ | ------ | ------ | -- | -- | ------ |
| 1.º  | Llanelli RFC    | 6          | 4          | 0          | 2          | 184    | 148    | 36     | 3  | 0  | 19     |
| 2.º  | Moseley RFC     | 6          | 4          | 0          | 2          | 134    | 146    | –12    | 2  | 1  | 19     |
| 3.º  | London Scottish | 6          | 2          | 0          | 4          | 151    | 128    | 23     | 2  | 3  | 13     |
| 4.º  | Gala RFC        | 6          | 2          | 0          | 4          | 106    | 153    | –47    | 1  | 1  | 10     |

### Grupo 7
| Pos. | Equipo              | Encuentros | Encuentros | Encuentros | Encuentros | Tantos | Tantos | Tantos | PB | PB | Puntos |
| Pos. | Equipo              | PJ         | PG         | PE         | PP         | F      | C      | Dif    | BO | BD | Puntos |
| ---- | ------------------- | ---------- | ---------- | ---------- | ---------- | ------ | ------ | ------ | -- | -- | ------ |
| 1.º  | Munster A           | 6          | 5          | 1          | 0          | 123    | 77     | 46     | 1  | 0  | 23     |
| 2.º  | Rotherham RUFC      | 6          | 4          | 1          | 1          | 184    | 102    | 82     | 2  | 0  | 20     |
| 3.º  | Plymouth Albion RFC | 6          | 2          | 0          | 4          | 131    | 141    | –10    | 2  | 1  | 11     |
| 4.º  | Aberavon RFC        | 6          | 0          | 0          | 6          | 73     | 191    | –118   | 0  | 3  | 3      |

### Grupo 8
| Pos. | Equipo            | Encuentros | Encuentros | Encuentros | Encuentros | Tantos | Tantos | Tantos | PB | PB | Puntos |
| Pos. | Equipo            | PJ         | PG         | PE         | PP         | F      | C      | Dif    | BO | BD | Puntos |
| ---- | ----------------- | ---------- | ---------- | ---------- | ---------- | ------ | ------ | ------ | -- | -- | ------ |
| 1.º  | Nottingham RFC    | 6          | 4          | 0          | 2          | 167    | 128    | 39     | 3  | 1  | 20     |
| 2.º  | Llandovery RFC    | 6          | 4          | 0          | 2          | 149    | 123    | 26     | 3  | 1  | 20     |
| 3.º  | Doncaster Knights | 6          | 2          | 0          | 4          | 132    | 123    | 9      | 2  | 4  | 14     |
| 4.º  | Melrose RFC       | 6          | 2          | 0          | 4          | 121    | 195    | –74    | 1  | 0  | 9      |

### Cuartos de final
| 5 de abril de 2013 | Newcastle Falcons | 72 - 17 | Nottingham RFC |  |  |

| 6 de abril de 2013 | Bedford Blues | 32 - 18 | Llanelli RFC |  |  |

| 7 de abril de 2013 | Bristol Bears | 26 - 30 | Leinster A |  |  |

| 7 de abril de 2013 | Cornish Pirates | 9 - 10 | Munster A |  |  |

### Semifinales
| 26 de abril de 2013 | Munster A | 15 - 17 | Leinster A |  |  |

| 27 de abril de 2013 | Bedford Blues | 15 - 18 | Newcastle Falcons |  |  |

### Final
| 17 de mayo de 2013 | Newcastle Falcons | 17 - 18 | Leinster A |  |  |

| Bandera de Irlanda |
| Campeón Leinster A |
| Primer título      |